# District de Longgang (Huludao)
Pour les articles homonymes, voir Longgang.
Le district de Longgang (龙港区 ; pinyin : Lónggǎng Qū) est une subdivision administrative de la province du Liaoning en Chine. Il est placé sous la juridiction de la ville-préfecture de Huludao dont il couvre le centre.